# モンティニョーゾ
モンティニョーゾ(伊: Montignoso)は、イタリア共和国トスカーナ州マッサ＝カッラーラ県にある、人口約10,000人の基礎自治体（コムーネ）。

## 地理

### 位置・広がり

#### 隣接コムーネ
隣接するコムーネは以下の通り。括弧内のLUはルッカ県所属を示す。
- フォルテ・デイ・マルミ (LU)
- マッサ
- ピエトラサンタ (LU)
- セラヴェッツァ (LU)

### 気候分類・地震分類
モンティニョーゾにおけるイタリアの気候分類 (it) および度日は、zona D, 1887 GGである。
また、イタリアの地震リスク階級 (it) では、zona 3 (sismicità bassa) に分類される。

## 行政

### 分離集落
モンティニョーゾには、以下の分離集落（フラツィオーネ）がある。
- Capanne, Cerreto, Cervaiolo, Cinquale, Corsanico, Debbia, Palatina, Pasquilio, Piazza, Porta (lago), Prato, Renella, Rifugio Pasquilio, Sant'Eustachio, San Vito, Serra, Vietina